# Лайстнер, Людвиг
Людвиг Лайстнер (нем. Ludwig Laistner; 3 ноября 1845; Эсслинген-на-Неккаре — 22 марта 1896; Штутгарт) — немецкий писатель.
Написал: «Barbarossas Brautwerber» (Штут., 1875); «Studentenlieder des Mittelalters» (там же, 1879); «Novellen aus alter Zeit» (Берл., 1889); «Das Recht der Strafe» (Мюнхен, 1872); «Nebelsagen» (Штут., 1879); «Der Archetypus der Nibelungen» (Мюнхен, 1886); «Das Rätsel der Sphinx» (Берлин, 1889); «German. Völkernamen» (Штут., 1892) и др.